# To the Bone (film)
A To the Bone 2017-ben bemutatott amerikai filmdráma, amelyet Marti Noxon írt és rendezett. A főbb szerepekben Lily Collins, Keanu Reeves, Carrie Preston, Lili Taylor, Alex Sharp és látható. A film egy fiatal nő (Collins) anorexiával vívott harcát követi végig.
A Sundance Filmfesztiválon mutatták be 2017. január 22-én, majd július 14-én a Netflixen is megjelent.

## Cselekmény
Ellen húszéves, anorexiával küzdő lány, aki egy sikertelennek látszó kórházi kezelés után apja és mostohaanyja házába tér haza. Mivel az apja távol van és nem akar vele foglalkozni, Ellen mostohaanyja, Susan intézi el, hogy egy Dr. William Beckham nevű szakember foglalkozzon a lánnyal. Ellen eleinte ódzkodik attól, hogy csatlakozzon Dr. Beckham rehabilitációs programjához, de a testvére ráveszi erre.
Ellen hat másik beteggel költözik be a házba, öt fiatal nővel és Luke-kal, egy vidám balett-táncossal, aki közel áll a gyógyuláshoz mind az anorexiát, mind a térdsérülését illetően. Luke tartja a lelket a társaságban és különös érdeklődést mutat Ellen iránt, ráadásul nagy rajongója a lány rajzainak.
Beckham egyik családterápiás ülésén Ellen apja nem jelenik meg. Kiderül, hogy tizennyolc hónappal korábban Ellen az édesanyjával élt, aki elhagyta őt, hogy új kedvesével az arizonai Phoenixbe költözhessen, és az is, hogy Ellen egyik, a Tumblr-re posztolt műve egy lány öngyilkosságához vezetett. Ellen megígéri, hogy jobban igyekszik, de a súlya tovább csökken.
Ellen Eli-ra változtatja a nevét, és egyre jobban kötődik a ház többi lakójához. Meglepődik azonban, amikor Luke megcsókolja, és bevallja, hogy kezd beleszeretni. Eli pánikba esik és elutasítja a közeledést. Nem sokkal később a ház másik lakója, a várandós Megan elvetél, mert nem tudta megtartani a biztonságos terhességhez szükséges minimális súlyt, illetve hánytatja magát. Eli-t megviselik a történtek, inkább úgy dönt, elmenekül. Távozásakor Luke marasztalja, mondván, szüksége van rá, és mivel a térde miatt már soha nem fog tudni táncolni, kell valami más, amire fókuszálhat. Eli nem hallgat rá, elhagyja a házat.
Halálközeli állapotban érkezik meg az anyja otthonába. Az anyja elmondja, milyen bűntudata van, hogy a szülés utáni depressziója miatt elhanyagolta a lányát. Szeretné Eli-t az ölébe véve cumisüvegből etetni, mert szerinte ez lehet az első lépés mindkettőjük gyógyulásában. Eli ezt először elutasítja, de miután az anyja közli, hogy elfogadja, ha a lány a halált választja, mégis odabújik hozzá, és hagyja, hogy megetesse.
Evés után Eli sétálni indul az éjszakában. Elájul, és Luke-ot látja hallucinációiban, aki megcsókolja, és megmutatja neki, milyen beteg is ő valójában.
Az álmából felébredve Eli úgy dönt, hogy meglátogatja a mostohaanyját és a testvérét, és aztán folytatja Beckham rehabilitációs programját.

## Szereplők
- Lily Collins – Ellen (Eli), anorexiás 20 éves lány
- Keanu Reeves – Dr. William Beckham
- Carrie Preston – Susan, Ellen mostohaanyja
- Lili Taylor – Judy, Ellen anyja
- Alex Sharp – Luke, 19 éves, anorexiás
- Liana Liberato – Kelly, Ellen 18 éves testvére
- Brooke Smith – Olive, Judy felesége
- Leslie Bibb – Megan, anorexiás
- Kathryn Prescott – Anna, bulimiás
- Ciara Bravo – Tracy, bulimiás
- Maya Eshet – Pearl, anorexiás
- Lindsay McDowell – Kendra, kórosan elhízott
- Retta – Lobo, betegápoló
- Ubach Alanna – Karen, terapeuta

## A film készítése
2016 márciusában bejelentették, hogy Lily Collins főszerepet játszik egy anorexiáról szóló filmben, amelyet Marti Noxon írt és rendezett To the Bone címmel, saját korábbi evészavarainak tapasztalatai alapján. Ez volt Noxon filmrendezői debütálása. Még ugyanabban a hónapban Keanu Reeves is csatlakozott a színészgárdához, egy orvos szerepében. Március 29-én Carrie Prestont választották Collins filmbeli mostohaanyjának. A többi szereplőt (Lili Taylor, Alex Sharp, Brooke Smith, Liana Liberato és Ciara Bravo) április első felében válogatták be a készülő produkcióba.
A forgatás 2016. március végén kezdődött Los Angelesben .

## Bemutató
Világpremierje a Sundance Filmfesztiválon volt, 2017. január 22-én. A U.S. Dramatic Competition mezőnyében is szerepelt. 2017-ben a Netflix megszerezte a film forgalmazási jogát, és 2017. július 14-én mutatták be világszerte.

### Kritikai fogadtatás
A To the Bone a Rotten Tomatoes weboldalon 63 értékelés alapján 71%-os tetszési arányt ért el a nézők körében, 6,72/10-es súlyozott átlaggal. A honlap kritikai konszenzusában ez áll: „A To the Bone széles körben elterjedt problémáról képes éleslátó, mégis empatikus képet nyújtani, főleg Lily Collins példaértékű színészi játéka által.” A Metacritic 100 pontból 64-re értékelte 14 kritikus véleménye alapján.
Justin Chang (Los Angeles Times) szerint a film részben „jellemtanulmány, részben közszolgálati bejelentés” volt, és „egy rövid, de jelentőségteljes időszakot regél el a főszereplő gyógyulás felé vezető útjából”. Chang azt írta Lily Collins alakításáról: „Egy másik filmben Ellen éles nyelve elviselhetetlen lett volna, de Collins játéka ennél kifinomultabb, és a szövegkönyv lehetővé teszi, hogy kifejezze a karaktere bonyolult, sebezhető mivoltát.”

## Fordítás
Ez a szócikk részben vagy egészben  a   To the Bone (film) című angol Wikipédia-szócikk ezen változatának fordításán alapul.  Az eredeti cikk szerkesztőit annak laptörténete sorolja fel. Ez a jelzés csupán a megfogalmazás eredetét és a szerzői jogokat jelzi, nem szolgál a cikkben szereplő információk forrásmegjelöléseként.